# Йорданов, Йордан
Йордан Петров Йорданов (болг. Йордан Петров Йорданов; 9 июня 1981, Варна) — болгарский гребец-байдарочник, выступал за сборную Болгарии в первой половине 2000-х годов. Участник двух летних Олимпийских игр, бронзовый призёр чемпионата мира, бронзовый призёр чемпионата Европы, победитель многих регат национального и международного значения.

## Биография
Йордан Йорданов родился 9 июня 1981 года в городе Варна. Активно заниматься греблей начал с раннего детства, проходил подготовку в местном спортивном клубе «Бриз».
Впервые заявил о себе в возрасте девятнадцати лет, пройдя отбор на летние Олимпийские игры 2000 года в Сиднее. Стартовал здесь среди байдарок-четвёрок в километровой дисциплине вместе с партнёрами Милко Казановым, Петром Мерковым и Петром Сибинкичем, добрался до финала и на финише был пятым.
Первого серьёзного успеха на взрослом международном уровне добился в 2002 году, когда попал в основной состав болгарской национальной сборной и побывал на чемпионате Европы в венгерском Сегеде, откуда привёз награду бронзового достоинства, выигранную в зачёте четырёхместных байдарок на дистанции 1000 метров вместе с такими гребцами как Пётр Мерков, Милко Казанов и Иван Христов — лучше финишировали только экипажи из Словакии и Венгрии. Кроме того, в этом сезоне выступил на чемпионате мира в испанской Севилье, где в той же дисциплине с теми же партнёрами тоже стал бронзовым призёром — на сей раз на финише их обошли гребцы из Словакии и Германии.
Благодаря череде удачных выступлений Христов удостоился права защищать честь страны на Олимпийских играх 2004 года в Афинах — в двойках на пятистах метрах в паре с Иваном Христовым сумел дойти лишь до стадии полуфиналов, где финишировал пятым, тогда как в четвёрках на тысяче метрах вместе с Христовым, Казановым и Мерковым дошёл до финала и показал в решающем заезде четвёртый результат, немного не дотянув до призовых позиций. Вскоре по окончании этих соревнований принял решение завершить карьеру профессионального спортсмена, уступив место в сборной молодым болгарским гребцам.